# Worbarrow Bay
Worbarrow Bay är en vik i Storbritannien.   Den ligger i riksdelen England, i den södra delen av landet, 180 km sydväst om huvudstaden London.